# 후지와라 코코아
후지와라 코코아(일본어: 藤原ここあ, 1983년 4월 28일~2015년 3월 31일)는 일본의 만화가이자 삽화가다. 여성이다. 후쿠오카현 기타큐슈시 출신이다. 혈액형은 B형이다.

## 내력
1998년, 에닉스(현: 스퀘어 에닉스) 주최의 제7회 21세기 만화대상에 투고한 〈Beauty and the Beast〉로 14세 때에 가작을 수상(수상시의 필명은 '후지와라 미루쿠'), 다음해 《월간 간간 WING》 같은 해 3월호에 게재된 《CALLING -콜링-》에서 중학교 3학년 때 데뷔. 그 후, 앤솔로지 코믹 에서의 작품 발표를 거쳐 같은 잡지에서 읽어내 《나의 늑대씨》, 《나의 늑대씨. THE OTHER SIDE OF LYCANTHROPE》 게재, 둘 다 읽어낸 속편 《dear》를 2002년 8월호부터 2008년 1월호까지 연재했다. 같은 회사 발행의 《월간 간간 JOKER》에서 2009년 5월호(창간호)부터 2014년 3월호까지 《이누×보쿠SS》를 연재했다. 이 작품은 저자 최초의 애니메이션 작품이다. 이 잡지에서는 2013년 10월호부터 2015년 4월호까지 《일찍이 마법소녀와 악은 적대하고 있었다.》를 연재했다.
《dear》, 《일찍이 마법소녀와 악은 적대하고 있었다.》의 드라마 CD 는 모두 스스로 각본 (시나리오)을 다루고 있다. 《이누×보쿠SS》의 캐릭터송 속에는 작사를 한 곡도 있다.
현지 후쿠오카현에서 집필 활동을 계속했다.
2015년 4월 8일, 월간 간간 JOKER 공식 웹사이트에서 2015년 3월 31일에 사망한 것이 발표되었다. 사인은 병사로만 공표되고 장례식은 근친자만으로 집행되었다.

## 작품 목록

### 만화
- 나의 늑대씨 (전 1권)
- 나의 늑대씨. THE OTHER SIDE OF LYCANTHROPE (전 1권)
- dear (전 12권, 신장판 전 6권)
- 아가씨와 요괴집사 -후지와라 코코아 단편집-
- 이누×보쿠SS (전 11권)
- 일찍이 마법소녀와 악은 적대하고 있었다. (전 3권, 절필)

### 드라마 CD
- dear
- dear: A story of the next day
- 일찍이 마법소녀와 악은 적대하고 있었다.

### 삽화
- 테마 '자유'(간간 온라인 2008년 11월 13일)

### 게임
- I DOLL U(오토메이트, 캐릭터 디자인)